# Menticirrhus littoralis
Menticirrhus littoralis är en fiskart som först beskrevs av Holbrook, 1847.  Menticirrhus littoralis ingår i släktet Menticirrhus och familjen havsgösfiskar. Inga underarter finns listade i Catalogue of Life.